# 히가시이코마역
히가시이코마역(일본어: 東生駒駅)은 일본 나라현 이코마시에 위치한 긴키 닛폰 철도 나라 선의 철도역이다. 역 번호는 A 18이며, 섬식 승강장 1면 2선의 구조를 갖춘 지상역이다.

## 타는 곳
| 2 | A 나라 선 | 하행 | A 야마토사이다이지 · 긴테쓰나라 · B 교토 방면 · H 덴리 방면 |
| 3 | A 나라 선 | 상행 | A 오사카난바 · 아마가사키 · 고베산노미야 방면               |

## 이용 현황
| 연도   | 1일 평균 승차 인원 |
| ------ | ------------------ |
| 2005년 | 12,982             |
| 2006년 | 11,074             |
| 2007년 | 10,698             |
| 2008년 | 10,545             |
| 2009년 | 10,228             |
| 2010년 | 9,924              |
| 2011년 | 9,581              |
| 2012년 | 9,498              |
| 2013년 | 9,524              |
| 2014년 | 8,968              |
| 2015년 | 9,116              |

## 역 주변
- 국도 제168호선
- 긴테쓰 게이한나 선 히가시하나조노 검차고 히가시이코마 차고
- 이코마 시 도서 회관
- 나라 이코마 고속 철도 본사
- 데즈카야마 대학 이코마 캠퍼스

## 인접 역
| 긴키 닛폰 철도 나라 선 | 긴키 닛폰 철도 나라 선 | 긴키 닛폰 철도 나라 선     |
| ---------------------- | ---------------------- | -------------------------- |
| A17 이코마 후세 방면   | A 나라 선              | 도미오 A19 긴테쓰나라 방면 |